# Йосипівка (Великоберезовицька селищна громада)
Йосипі́вка (до 1946 року — Юзефівка) — село в Україні, у Великоберезовицькій селищній громаді Тернопільського району Тернопільської області. 

## Розташування
Розташоване на річці Кнур, в центрі району. До Йосипівки приєднано хутір Конюхи.
Населення становить 498 осіб (2001).

## Населення
За переписом населення України 2001 року в селі мешкало 490 осіб.

### Мова
Розподіл населення за рідною мовою за даними перепису 2001 року:
| Мова       | Відсоток |
| ---------- | -------- |
| українська | 99,60 %  |
| російська  | 0,40 %   |

## Історія
Поблизу Йосипівки виявлено археологічні пам'ятки доби бронзи та давньоруського часу.
Перша писемна згадка — 1626 як Юзефівка. Поселення засноване дідичем Ю. Морисон.
До 1906 року Йосипівка була присілком села Купчинці (нині Козівського району).
Під час І світової війни майже повністю зруйноване, залишилися храм, школа і три хати.
На 1 січня 1939 року в селі мешкало 850 осіб, з них було 310 українців-греко-католиків,  470 українців-латинників, 70 поляків і 10 євреїв. З 2005 року в парафії свв. апп. Петра і Павла УГКЦ служить о. Іван Зозуля
До 2018 року — Адміністративний центр колишньої Йосипівської сільської ради. Від 2018 року ввійшло до складу Настасівської сільської громади.
12 червня 2020 року, відповідно до розпорядження Кабінету Міністрів України № 724-р «Про визначення адміністративних центрів та затвердження територій територіальних громад Тернопільської області» увійшло до складу Великоберезовицької селищної громади.
19 липня 2020 року, в результаті адміністративно-територіальної реформи та ліквідації Тернопільського району, село увійшло до складу новоутвореного Тернопільського району.

## Релігія
- церква святих апостолів Петра і Павла (1910; дерев'яна),
- костьол (1933, мурований; 2004 року реорганізований в греко-католицьку церкву),
- «фігура» святого Миколая (1890).

## Пам'ятники
Споруджено пам'ятник полеглим у німецько-радянській війні воїнам-односельцям (1985), насипана символічна могила Борцям за волю України (відновлена 1990).

## Соціальна сфера
Діють загальноосвітня школа І-ІІ ступенів, Будинок культури, бібліотека, ФАП.

## Відомі люди

### Народилися
- Володимир Безушко («Юрій», 1923–1944) — діяч ОУН референт пропаґанди Тернопільської округи;
- Казимир Ярема (нар. 1946) — український краєзнавець, публіцист, громадсько-політичний діяч;
- Роман Шугита (1994—2024) — український військовослужбовець Збройних сил України, учасник російсько-української війни[6].
- іі

## Галерея

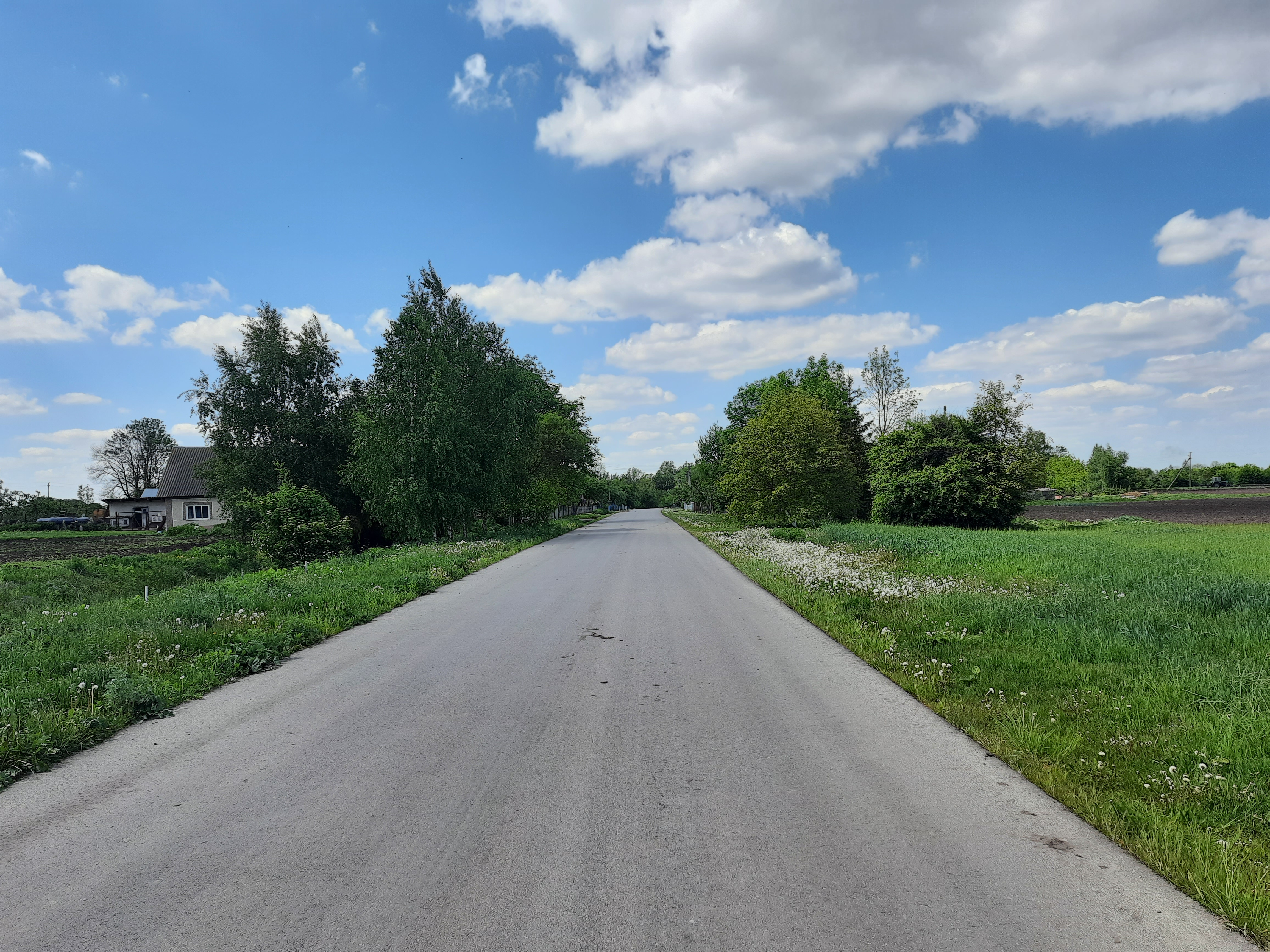
Дорога в село
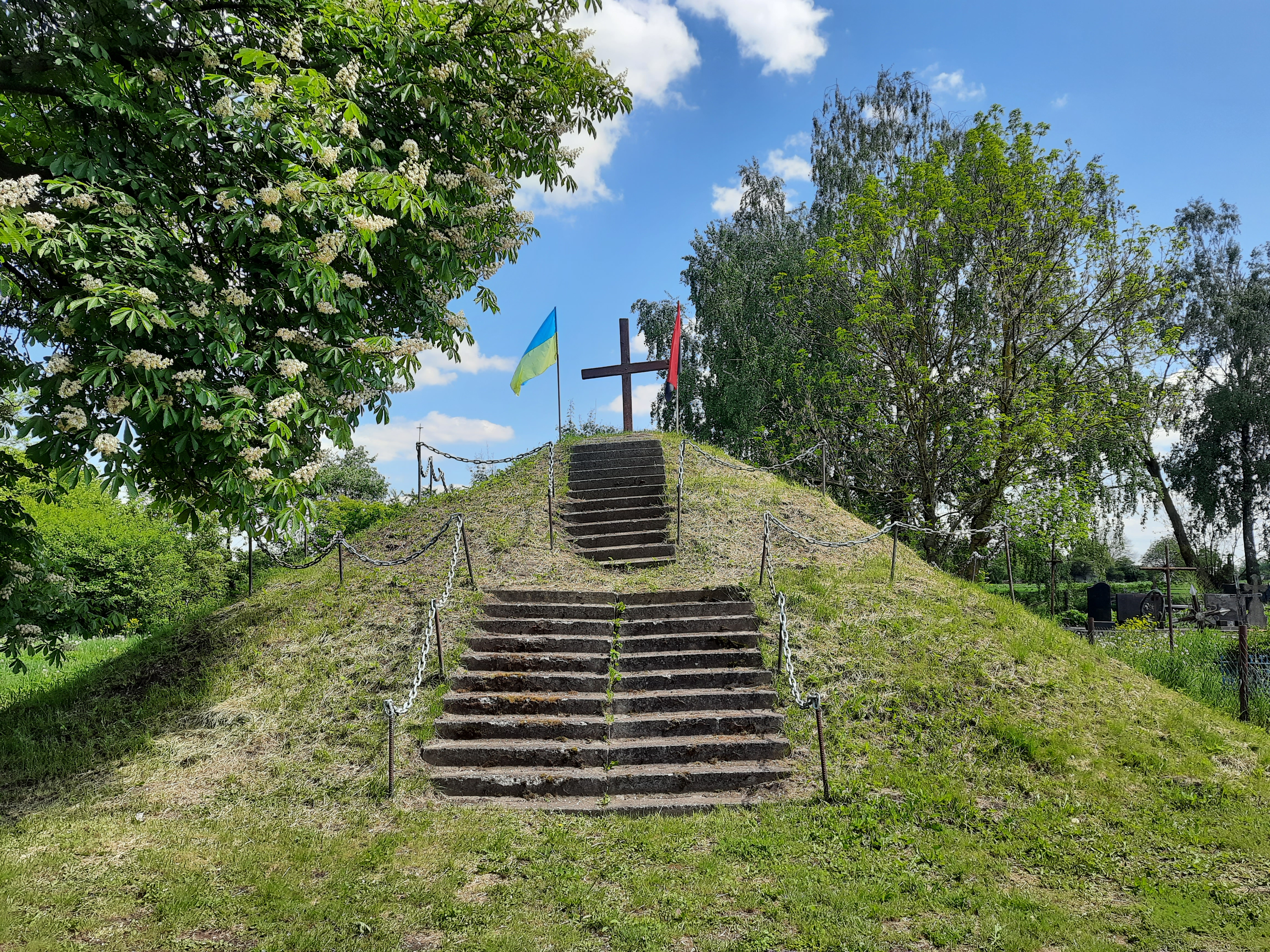
Символічна могила Борцям за волю України
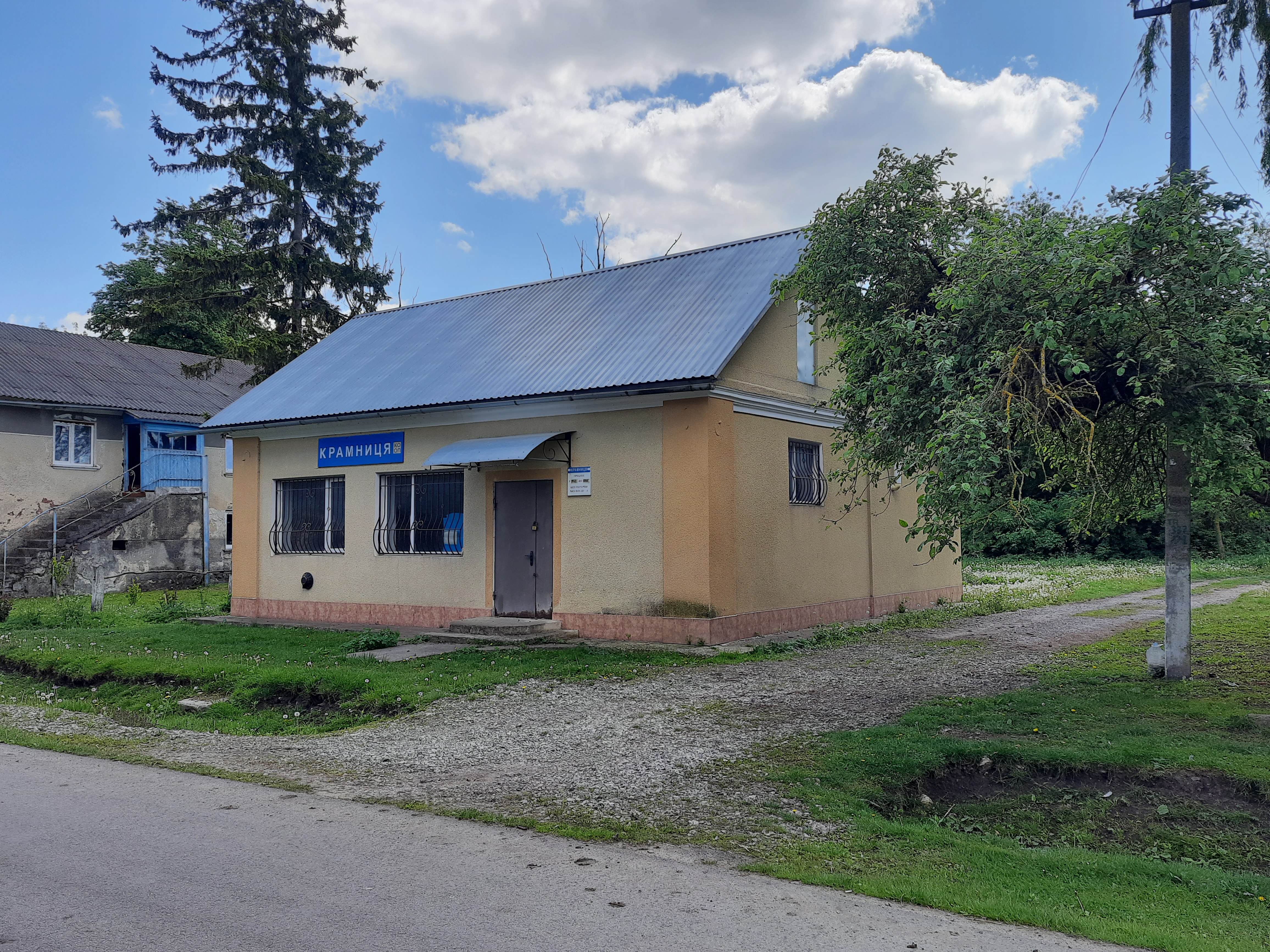
Крамниця
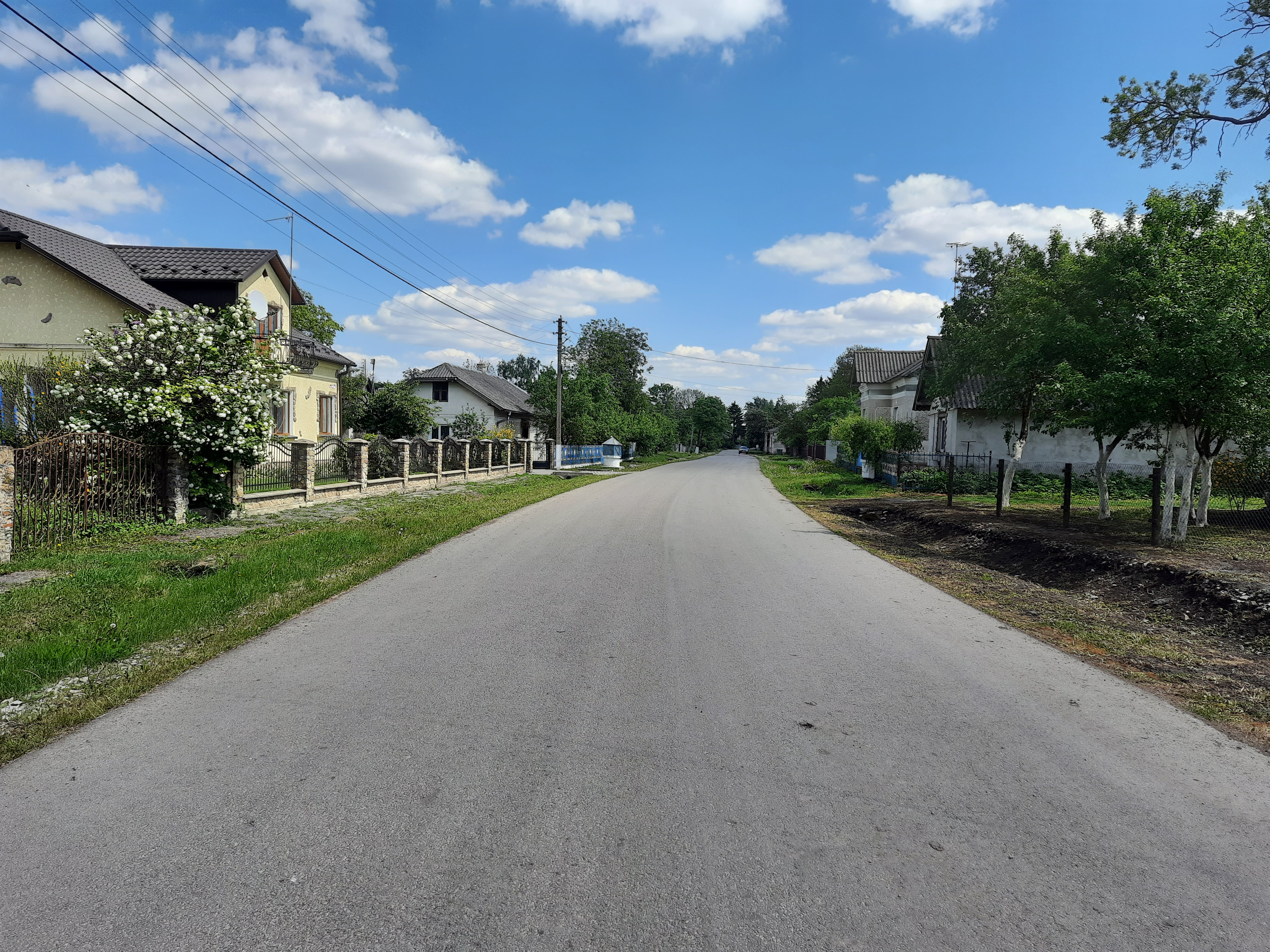
Сільська вулиця
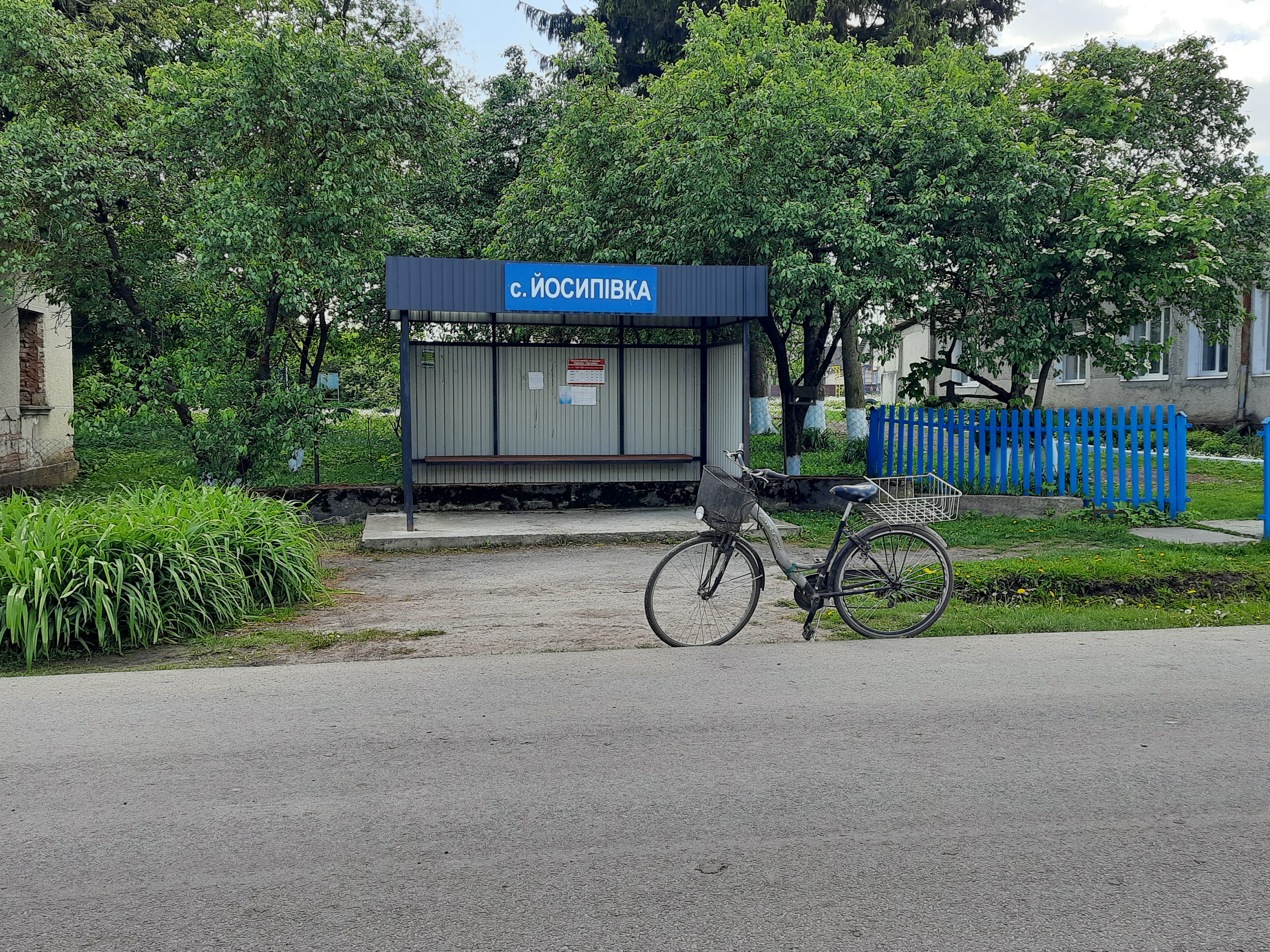
Автобусна зупинка